# Oryzomys peninsulae
Chuột gạo Hạ California (Danh pháp khoa học: Oryzomys peninsulae) là một loài động vật gặm nhấm trong chi Oryzomys thuộc họ chuột Cricetidae có nguồn gốc từ miền tây Mexico. Phạm vi phân bố của chúng bị giới hạn ở mũi phía nam của bán đảo Baja California. Chỉ có khoảng 20 cá thể đã được thu thập vào khoảng năm 1900 và sau đó phá hủy môi trường sống ven sông của nó có thể đã khiến cho loài này bị tuyệt chủng. 

## Đặc điểm
Kích thước trung bình đặc trưng cho chi của nó, nó lần đầu tiên được mô tả như là một loài riêng biệt, nhưng sau đó gộp vào các loài khác phổ biến rộng rãi cho đến khi nó được khôi phục lại như là riêng vào năm 2009. Nó đặc biệt ở màu nâu lông màu xám trên phần trước và màu nâu đỏ trên chân sau và xương hàm, và trong một số kích thước của hộp sọ của nó, với một bộ não lớn, vòm xương chắc khoẻ (xương gò má).
Oryzomys peninsulae nhỏ hơn Oryzomys albiventer nhưng lớn hơn Oryzomys couesi mexicanus. Lông của nó có màu xám nhạt ở phần trước, nhưng có màu nâu đỏ ở phần sau, hình dáng màu này là duy nhất trong số các loài trong chi Oryzomys ở phía tây Mexico. Các phần dưới là một màu trắng bẩn,và đuôi tối hoặc nâu ở trên và màu trắng bẩn. Về mặt hình thái học, hộp sọ của Oryzomys peninsulae rất khác biệt so với các loài Oryzomys ở Mexico khác. 

## Phân bố
Hai mươi mốt mẫu vật của Oryzomys peninsulae được biết đến thì có đến sáu mẫu vật thu thập được tại Santa Ana vào năm 1896 bởi D. Coolidge, và Edward William Nelson và Edward Alphonso Goldman đã nhận thêm mười lăm người nữa vào năm 1906 tại San José del Cabo. Hai địa phương, cách nhau 13 km (8,1 dặm), đều nằm dọc theo sông Río San José, một con sông ở cực Nam Baja California Sur, gần mũi phía nam của bán đảo Baja California. Giống như các loài Oryzomys khác, O. peninsulae là loài bán thủy sinh, tiêu tốn nhiều thời gian trong nước, nhưng môi trường sống thích hợp cho một loài như thế này được ước tính không quá 13 km2 trên bán đảo sa mạc khô cằn California
Río San José không còn tồn tại, săn sóc các dự án thủy lợi, và phát triển du lịch của cửa sông đã gây ô nhiễm. Sự thiếu ghi chép trong hơn một thế kỷ, sự phân bố nhỏ và sự tàn phá môi trường sống duy nhất đã khiến Carleton và Arroyo-Cabrales cân nhắc đến tình trạng bảo tồn của O. peninsulae là "loài nguy cấp, nếu không bị tuyệt chủng". Không rõ chủng Oryzomys peninsulae đến địa điểm gần đây ở Baja California Sur như thế nào. Nelson gợi ý rằng nó có thể đã được đưa đến từ một phần khác của Mexico trong một lô hàng nông sản, nhưng giả thuyết này được bác bỏ bằng sự khác biệt rõ ràng với các Oryzomys ở tây Mexico khác. Một cách khác, tổ tiên của Oryzomys có thể đã đến bằng việc đi bè trong suốt thế Miocen cuối khoảng sáu triệu năm trước, khi mũi phía Nam bán đảo Baja California là một hòn đảo nằm gần Nayarit và Jalisco ở miền tây Mexico.